# Stamnodes pallidata
Stamnodes pallidata là một loài bướm đêm trong họ Geometridae.